# ターミナル・リスト
『ターミナル・リスト』(原題：The Terminal List) は、アメリカ合衆国のアクション・スリラー・テレビドラマシリーズ。

## 概要
20年のキャリアを持つネイビーシールズのジェームズ・リース少佐は特殊作戦に失敗し、記録と記憶の食い違いに気づく。襲撃され家族を失って陰謀を疑い、加担した者たちに復讐する。

## あらすじ

### シーズン1
ネイビーシールズのジェームズ・リース少佐は、シリアで化学者カハニ殺害の特殊作戦”オーディンの剣”を実行に移すが、敵側の待ち伏せで12名の部下が殺害されて、ブーザーと二人だけで帰国する。
通信記録と記憶は食い違い、頭痛とめまいに悩まされる。ブーザーは不審な自殺を遂げ、リースは何者かに襲われて妻と娘は殺害されて容疑をかけられる。リースは陰謀を暴くため、かつての戦友でCIA局員のベン・エドワーズ、かつて命を救った元軍パイロットのリズ・ライリー、記者のケイティ・ブラニクの協力を得る。
陰謀に関わった人物への復讐リスト(The terminal list)を、娘が絵を描いてくれた紙の裏に書き、名前を足しては殺害後に線を引いていく。脳腫瘍が判明するも、自分や妻子を襲った殺し屋たち、そして襲撃を命じたビジネスマンらを探し出しては殺す。
やがてこの陰謀の裏側に、兵士のPTSDを抑制する効果があるものの「脳腫瘍を誘発する副作用のある軍用新薬」を開発した、製薬会社の売却が背景にあると知る。贈賄された軍の高官たちが兵士を使った実験を承認し、副作用の証拠をもみ消すために偽情報で自分の隊の抹殺を謀ったことを突き止めて殺す。副作用のことを知っていた国防長官は自殺し、リースはベンが贈賄を受けとり”オーディンの剣”を仕組んだと知り殺す。

## 登場人物

### メイン
- ジェームズ・リース
  - 演 - クリス・プラット、日本語吹替 - 山寺宏一
  - ネイビーシールズ少佐
  - 自分が参加指揮したシリアでの特殊作戦で多くの部下が殉職し、帰国後は作戦失敗の責任を問われる。さらに自宅を襲撃され愛する家族を殺されるという悲劇に見舞われる。陰謀に気づき調査を始めて復讐を開始する。

- ベン・エドワーズ
  - 演 - テイラー・キッチュ、日本語吹替 - 宮内敦士
  - 元ネイビーシールズ隊員。CIA工作員
  - リースの復讐をサポートする。リースの元同僚で同期生。

- ケイティ・ブラニク
  - 演 - コンスタンス・ウー、日本語吹替 - 内田真礼
  - 記者
  - 陰謀の存在を知り、リースに協力する。

- ロレイン・ハートリー
  - 演 - ジーン・トリプルホーン、日本語吹替 - 中村綾
  - 国防長官
  - 作戦を失敗し殺人容疑をかけられたリースに同情する。

### リースの家族
- ローレン・リース
  - 演 - ライリー・キーオ、日本語吹替 - 桃江トウコ
  - リースの妻
  - 陰謀に巻き込まれて娘と共に殺害される。

- ルーシー・リース
  - 演 - アーロ・メルツ、日本語吹替 - 飯沼南実
  - リースの娘
  - 母親と同じく陰謀に巻き込まれて殺害される。

### リカーリング
- ジェラルド・ピラー
  - 演 - ニック・チンランド、日本語吹替 - 浦山迅
  - アメリカ海軍少将。アメリカ海軍特殊戦コマンド指揮官。
- レナード・ハワード
  - 演 - マシュー・ローチ、日本語吹替 - 菊池康弘
  - アメリカ海軍大佐。海軍法務部。
- ビル・コックス
  - 演 - ラモニカ・ギャレット、日本語吹替 - 魚建
  - アメリカ海軍中佐。
  - ネイビー・シールズ指揮官。

- エルネスト・"ブーザー"・ヴィッカーズ
  - 演 - ジャレッド・ショー
  - ネイビー・シールズ隊員。
  - リースとともにミッションから帰還するが帰国後に不審な自殺を遂げる。
- ドニー・ミッチェル
  - 演 - パトリック・シュワルツェネッガー、日本語吹替 - 野沢聡
  - ネイビー・シールズの若手隊員。
- リズ・ライリー
  - 演 - タイナー・ラッシング、日本語吹替 - 小林さとみ
  - アメリカ陸軍の元航空兵で現在は民間のプライベート機のパイロット。
  - かつてリースに戦場で窮地から救われた恩義がある。

- マルコ・デル・タロ
  - 演 - マルコ・ロドリゲス
  - メキシコに住むリースの協力者。
  - リースの父親の代からの友人。

- パオラ・デル・タロ
  - 演 - パトリシア・デ・レオン
  - マルコの妻。

- トニー・レイウン
  - 演 - J.D. パルド、日本語吹替 - 玉井勇輝
  - サンディエゴ勤務のFBI捜査官
- マッケンジー・ウィルソン
  - 演 - クリスティナ・ヴィダル、日本語吹替 - 新井笙子
  - トニー・レイウンと組む連邦保安官代理
- ジョッシュ・ホルダー
  - 演 - ウォーレン・コール
  - NCISの捜査官

- スティーブ・ホーン
  - 演 - ジェイ・コートニー、日本語吹替 - 佐久間元輝
  - キャップストーン・インダストリー社のCEO。
- サウル・アグノン
  - 演 - ショーン・ガン
  - キャップストーン・インダストリー社の重役。
- マイク・テデスコ 
  - 演 - ポール・マクレーン
  - ニューベラム社のCEOで化学者。
- イライアス・ライバーグ
  - 演 - カーステン・ノルガード
  - ニューべラム社買収を図るビジネスマン。

## エピソード

### シーズン1のエピソード
| 通算 話数 | シーズン 話数 | タイトル                | 監督                   | 脚本                        | 公開日       |
| --- | ------------- | ----------------------- | ---------------------- | --------------------------- | ------------ |
| 1 | 1             | "記憶痕跡" "The Engram" | アントワーン・フークア | David DiGilio               | 2022年7月1日 |
| ネイビー・シールズのジェームズ・リース少佐はシリアで科学者カハニを狙う特殊作戦を率いるが敵に待ち伏せされて12名の部下を失う。生き残った部下のブーザーと二人だけで帰国するが、程なくブーザーは不審な自殺を遂げる。作戦失敗の事情聴取を受ける中、リースは偽情報と通信記録改竄を疑うが、爆薬の爆発による脳震盪の後遺症だと軍には相手にされずに自信を失い始める。頭痛やめまいに悩まされるリースは病院で検査を受けるが、途中暗殺者に襲われる。暗殺者は撃退するが、急いで帰宅した自宅で妻と娘は殺されている。 |               |                         |                        |                             |              |
| 2 | 2             | "符号" "Encoding"       | エレン・クラス         | David DiGilio               | 2022年7月1日 |
| 暗殺者の襲撃の痕跡はなく、リースは家族殺しを疑われる。リースはカハニによる陰謀と確信し、記者のケイティと元同僚で親友のCIA局員ベンの協力を得て真相を追う。しかし、国防長官のハートリーに呼び出されたリースはカハニがアメリカ軍に殺されたことを知る。リースはNCISのホルダー捜査官が暗殺者であると知り、サウル・アグノンに買収されたと聞きだした後に殺害する。 |               |                         |                        |                             |              |
| 3 | 3             | "確信" "Consolidation"  | M. J. Bassett          | Daniel Shattuck             | 2022年7月1日 |
| リースは、資産運用会社キャップストーン・インダストリーの重役サウル・アグノンの調査をケイティとベンに頼む。ケイティはリースの脳腫瘍を知って陰謀説は彼の妄想と疑うが、殺し屋に襲撃され考えを改める。リースは娘の描いた絵の裏に敵の名前(ターミナル・リスト)を記し始める。ハートリーは特殊部隊の兵士の勤務時間を制限する予算削減案を発案する。リースは企業売却の交渉を進めていたアグノンを拘束し尋問する。プロジェクト"RD4895"を進めるキャップストーンCEOのスティーブ・ホーンが黒幕であり、弁護士のマーカス・ボイキンに殺し屋を雇わせてリースの家族を殺したと聞きだし、薬物中毒に見せかけ殺害する。                                                     |               |                         |                        |                             |              |
| 4 | 4             | "別離" "Detachment"     | フレッド・トーイ       | John Lopez                  | 2022年7月1日 |
| リースはボイキンを狙撃し殺害する。友人リズ・ライリーのプライベート機でメキシコに渡り、マルコら古い友人たちの協力を得て妻子を殺した殺し屋ナバハスの居場所を突き止める。途中倒れて友人たちに脳腫瘍のことを知られ、薬で症状を抑えることを選択する。ベンらの助けを得てナバハスを惨殺する。傘下のニューべラム製薬会社の売却を図るスティーブ・ホーンは軍事予算削減案を妨害するため、ハートリー長官の部下のリチャード・フォンタナに工作する。ケイティは身を隠して調査を続け、ニューべラム製薬が新薬RD4895を軍に売り、他のシールズ隊員にも脳腫瘍の症状が多発していることを知る。FBIのトニー・レイウンはリースの居場所を突き止めるため、ケイティを拘束する。 |               |                         |                        |                             |              |
| 5 | 5             | "破壊" "Disruption"     | タッカー・ゲイツ       | Olu Odebunmi & Tolu Awosika | 2022年7月1日 |
| ハートリーはフォンタナの裏切りを知る。ケイティはニューべラムのCEOマイク・テデスコに接近し、RD4895がPTSDを抑制する新薬であり、脳腫瘍の副作用を知られる前にホーンがニューべラム売却を急いでいると聞き出す。テデスコはホーンの指示で殺される。リースはホーンがピラー、コックス、ハワードら上官たちに贈賄していたと知り、リズとともにホーン襲撃を図る。レイウンと連邦捜査官ウィルソンらが警戒する中、リースはホーンを白昼の市中で襲撃し護衛ともども射殺する。 |               |                         |                        |                             |              |
| 6 | 6             | "無常" "Transience"     | Sylvain White          | Max Adams                   | 2022年7月1日 |
| リースはFBIや警察さらには軍に追われて山中に逃げ込むが、銃撃により左腕を負傷し脳腫瘍の薬も失ってしまう。追跡者への反撃を最小限にとどめながら、爆薬で起こした土砂崩れに紛れて逃げおおせる。 |               |                         |                        |                             |              |
| 7 | 7             | "撲滅" "Extinction"     | フレッド・トーイ       | Brooke Roberts              | 2022年7月1日 |
| リースはコロナドに戻り、ベンの助けを得る。贈賄された上官のピラー、ハワード、コックスたちが兵士にRD4895を服用させ、副作用を隠蔽するために偽情報で"オーディンの剣"作戦を失敗させたことを知り、3人を殺す。レイウンはケイティの情報で陰謀について知るが、実験を承認していたハートリーの圧力で捜査は終結させられ、ケイティの記事も妨害される。 |               |                         |                        |                             |              |
| 8 | 8             | "再生" "Reclamation"    | Sylvain White          | Lisa Long & Hennah Sekander | 2022年7月1日 |
| ハートリーはオーカス島の屋敷に閉じこもり、防御を固めてリースを待ち受ける。ケイティを招き、薬物実験を承認したが副作用のことは知らず賄賂は受け取っていないと語る。レイウン、ウィルソン、そして軍もリースを待ち受ける中、リースはベンの助けで島に侵入する。追い詰められたハートリーはリースとケイティの目の前で自殺する。レイウンはリースの逃走を見逃す。3週間後、記事を公開したケイティにリースから連絡が入る。リースはベンが贈賄を受け"オーディンの剣"作戦の失敗を仕組んだことを知って拳銃の引き金を引く。 |               |                         |                        |                             |              |

## 原作版との相違点
- 冒頭のSEALsが全滅する場所は原作ではシリアではなくイラクである。
- リースは脳腫瘍によって記憶障害に陥る場面があるが、原作は頭痛の症状のみである。
- ケイティはドラマ版では中国系アメリカ人だが、原作ではブロンド髪のチェコ系で彼女の父親はリースの父と面識がある。
- 第3話で原作者のジャック・カーがカメオで演じたリース達を尾行するアメリカ人の殺し屋は原作ではハムザ・カミールというイラク系のテロリストである。
- 原作版にはハマディ・イズマイル・マスードというタリバンの指導者がリースの〝リスト〟に含まれているが、ドラマ版では存在そのものがカットされている。
- ドラマ版と原作では〝リスト〟の人物が殺されていく順番が大幅に異なる。
- ロレイン・ハートリーのキャラクター性が大幅に異なり、原作では終始リースに怯えた態度を取っている。
- ホーンが実弾を使ったルームエントリーのトレーニングをする場面や背中のフロッグマンのタトゥーを見せるシーンがあるが、原作には一切存在しない。
- ドラマ版ではベンがリースに同行するシーンが多いが、原作では単独行動が多く、どちらかといえばリズが同行するシーンが多い。
- 序盤の展開の鍵になっている個人刻印の入ったMk25は原作には登場せず、普通のP226が使われている。
- SEALsの装備はドラマ版ではマルチカムブラック迷彩の装備を着用していたが、原作ではAOR1迷彩の装備である。
- ドラマ内で主にリースが使用しているアサルトライフルはHK416と私物のBCM Recce-14 SX4だが、原作版では違法に持ち出したTANカラーにスプレー塗装された官給品のMk18 Mod0であり、場面によってはM203 グレネードランチャーとACOGスコープが装着した14.5インチのアッパーレシーバーに組み替えて使用している。サイドアームはTaran Tactical Innovationsカスタムのグロック19だが、原作では市販品にナイト・サイトに組みつけただけのグロック19とコンシールド・キャリーとしてZEV TECHNOLOGIESカスタムのグロック43を携行している。
- ブーザーの敵討ちに使用されるのはドラマ版ではベンが調達した遺品のキンバーウォリアーだが、原作版では官給品のMk24 Mod0ピストルである。